# Рогаче
Рогаче (Roháče) — гірський масив в Словаччині; геоморфологічна підодиниця масиву Західні Татри.. Найвища точка — гора Баніков (2178 метрів). Місце розташування — Жилінський край.